# أل إيفانز
أل إيفانز (بالإنجليزية: Al Evans) هو لاعب كرة قاعدة أمريكي، ولد في 28 سبتمبر 1916 في كينلي في الولايات المتحدة، وتوفي في 6 أبريل 1979 في ويلسون في الولايات المتحدة.

## وصلات خارجية
- أل إيفانز على موقع جمعية أبحاث البيسبول الأمريكية (الإنجليزية)